# Ernests Gulbis
Ernests Gulbis (Riga, 30 augustus 1988) is een Lets tennisser. Hij is prof sinds 2004. Hij kwam in 2007 voor het eerst de top 100 en de top 50 binnen. Zijn hoogste plaats op de ATP-ranglijst is de 10e, die hij behaalde op 9 juni 2014.
Gulbis heeft in zijn carrière twee enkeltoernooien en twee herendubbeltoernooien op zijn naam geschreven. In het enkelspel won hij ook vier challengers en drie futurestoernooien. Zijn beste resultaat in het enkelspel op een grandslamtoernooi is de halve finale op Roland Garros in 2014.

## Carrière

### 2004-2006
Gulbis werd proftennisser in 2004. Hij speelde dat jaar en in 2005 nog hoofdzakelijk futurestoernooien. In 2006 maakte hij de overstap naar het challengerniveau en won hij zijn eerste challenger, in Eckental. Hij nam dat jaar ook deel aan zijn eerste ATP-toernooi, in Sint-Petersburg, en boekte er ook zijn eerst zege op ATP-niveau door er in de eerste ronde de Tsjech Robin Vik te verslaan. Uiteindelijk haalde hij er de halve finale (meteen ook zijn eerste halve finale op ATP-niveau), die hij verloor van Mario Ančić.

### 2007
2007 was het jaar van de doorbraak voor Gulbis, met zijn doorbraak in de top 100 in februari van dat jaar. Hij haalde ook even de top 50 in oktober. In februari en maart won hij twee challengers, in Besançon en Sarajevo. In mei maakte hij zijn grandslamdebuut op Roland Garros, waar hij de tweede ronde haalde. Op Wimbledon verloor hij in de openingsronde. Tijdens de zomer werd hij op alle toernooien vroeg uitgeschakeld. Op de US Open verging het Gulbis echter anders. Daar haalde hij de vierde ronde en versloeg hij onder andere de Spanjaard Tommy Robredo, 's werelds nummer 8, in de derde ronde. In het najaar haalde hij de kwartfinale in Sint-Petersburg en won hij zijn derde challenger van het jaar, in Bergen. Gulbis eindigde het jaar voor het eerst in de top 100, op plaats 61.

### 2008
In januari 2008 nam Gulbis voor het eerst deel aan de Australian Open. Hij verloor er in de eerste ronde. In maart haalde hij de kwartfinale op het ATP-toernooi van Las Vegas. Zijn beste prestatie van het voorjaar - en ook zijn beste prestatie op een grandslamtoernooi tot nu toe - was zijn kwartfinale op Roland Garros. Hij schakelde in dat toernooi onder andere de nummer 8 van de wereld, James Blake, uit en verloor in de kwartfinale van Novak Đoković. Op Wimbledon verloor hij in de tweede ronde van de uiteindelijke winnaar Rafael Nadal. Tijdens de zomer was zijn beste resultaat de kwartfinale op de Masters van Cincinnati. Hij nam in augustus ook deel aan de Olympische Zomerspelen in Peking. Op het olympisch tennistoernooi verloor hij in de eerste ronde van de Rus Nikolaj Davydenko. Op de US Open kon hij zijn prestatie van 2007 niet evenaren. Gulbis verloor in de tweede ronde. In het najaar haalde hij geen noemenswaardige resultaten. Hij sloot het jaar af op plaats 53.

### 2009 - 2010
Tot aan de US Open van 2009 werd Gulbis telkens in de eerste of tweede ronde uitgeschakeld in de toernooien waaraan hij deelnam. Op de Australian Open, Roland Garros en Wimbledon verloor hij telkens in de tweede ronde, op de US Open in de eerste. Door de tegenvallende resultaten dook hij in augustus en september zelfs even uit de top 100. In oktober haalde hij zijn beste resultaten van het jaar in het enkelspel met twee kwartfinales, in Tokio en Sint-Petersburg. Gulbis eindigde het jaar op plaats 90.
Gulbis startte 2010 met een kwartfinale in Doha en eersterondeverlies op de Australian Open. In februari haalde hij de halve finale in Memphis en won hij zijn eerste ATP-toernooi, in Delray Beach. Gulbis werd zo de eerste Let die een ATP-toernooi won. Hij versloeg er Ivo Karlović in de finale. Door deze overwinning kwam hij terug binnen in de top 50. Gulbis zette de goede vorm door in de aanloop naar Roland Garros de kwartfinale in Barcelona en op de Masters van Madrid en de halve finale op de Masters van Rome te halen. Op het toernooi van Rome zorgde Gulbis voor dé verrassing door in de tweede ronde 's werelds nummer 1 Roger Federer met 2-6, 6-1, 7-5 te verslaan. Het was de eerste keer sinds 2000 dat Federer zijn eerste match van het gravelseizoen verloor. Door deze resultaten haalde hij op 17 mei zijn hoogste ranking tot dan toe: de 27e plaats. Roland Garros was echter een tegenvaller, want hij moest opgeven in de eerste ronde met een blessure aan de rechterhamstring. Gulbis keerde eind juli terug op het circuit. Op de US Open verloor hij in de eerste ronde. Daarna haalde hij nog de kwartfinale in Bangkok en de derde ronde op de Masters van Parijs als beste resultaten. Gulbis eindigde het jaar voor het eerst in de top 50, op plaats 24.

### 2011
De eerste twee toernooien van het jaar waren voor Gulbis vrij succesvol, met een kwartfinale in Doha en een halve finale in Sydney. Op de Australian Open werd hij echter al meteen in de eerste ronde uitgeschakeld. Begin februari verbeterde hij zijn beste ranking tot de 21e plaats. Daarna ging het minder goed voor Gulbis met veel eersterondeverliezen, waaronder op Roland Garros en Wimbledon, en een kwartfinale in Nice als beste prestatie van februari tot en met juni. Eind juli won hij het tweede ATP-toernooi van zijn carrière in Los Angeles. Daarna ging het minder goed en werd hij vaak vroeg uitgeschakeld in de toernooien waar hij aan deelnam. Op de US Open verloor hij bijvoorbeeld in de tweede ronde. Gulbis sloot het jaar af op de 61e plaats.

### 2013
Gulbis begint aan het jaar 2013 met het vaste voornemen om terug te keren in de top. Hij haalt een tweede ronde in Rotterdam en Marseille om vervolgens Delray Beach voor de tweede keer op zijn naam te schrijven door van Édouard Roger-Vasselin te winnen. In juni 2013 stond hij als 40ste op de wereldranglijst.

### 2014 - 2015
Gulbis startte het jaar goed met een overwinning op het toernooi van Marseille, waar hij in de finale Jo-Wilfried Tsonga versloeg. Ook in Nice was hij dat jaar het beste. Tevens behaalde hij zijn hoogste notering tot dan toe namelijk de 10de plek. 
In 2015 ging het een heel pak minder en haalde hij als hoogste een halve finale in het toernooi van Wenen. Daardoor zakte hij naar de 80ste plek op de wereldranglijst.

### Davis Cup
Gulbis speelde in 2005 voor het eerst voor het Letse Davis Cupteam, in een duel tegen Griekenland in de eerste ronde van de Europees/Afrikaanse Groep II. Hij speelde van 2005 tot en met 2010 in de Davis Cup. In totaal speelde hij zestien enkelpartijen, waarvan hij er twaalf won, en negen dubbelpartijen, waarvan hij er vijf won.

## Palmares
| Legenda                       | Legenda               |
| ----------------------------- | --------------------- |
| Grand Slam                    |                       |
| Olympische Spelen             |                       |
| tot 2009                      | vanaf 2009            |
| Tennis Masters Cup            | ATP Finals            |
| ATP Masters Series            | ATP Tour Masters 1000 |
| ATP International Series Gold | ATP Tour 500          |
| ATP International Series      | ATP Tour 250          |

### Enkelspel
| Nr.                  | Datum             | Toernooi             | Ondergrond    | Tegenstander in finale | Score         | Details |
| -------------------- | ----------------- | -------------------- | ------------- | ---------------------- | ------------- | ------- |
| Gewonnen finales     |                   |                      |               |                        |               |         |
| 1.                   | 22 februari 2010  | ATP Delray Beach (1) | Hardcourt     | Ivo Karlović           | 6-2, 6-3      | Details |
| 2.                   | 25 juli 2011      | ATP Los Angeles      | Hardcourt     | Mardy Fish             | 5-7, 6-4, 6-4 | Details |
| 3.                   | 3 maart 2013      | ATP Delray Beach (2) | Hardcourt     | Édouard Roger-Vasselin | 7-6(3), 6-3   | Details |
| 4.                   | 22 september 2013 | ATP Sint-Petersburg  | Hardcourt (i) | Guillermo García López | 3-6, 6-4, 6-0 | Details |
| 5.                   | 13 februari 2014  | ATP Marseille        | Hardcourt (i) | Jo-Wilfried Tsonga     | 7-6(5), 6-4   | Details |
| 6.                   | 24 mei 2014       | ATP Nice             | Gravel        | Federico Delbonis      | 7-6(5), 6-4   | Details |
| Verloren finales     |                   |                      |               |                        |               |         |
| 1.                   | 21 oktober 2018   | ATP Stockholm        | Hardcourt (i) | Stéfanos Tsitsipás     | 4-6, 4-6      | Details |
| Gewonnen challengers |                   |                      |               |                        |               |         |
| 1.                   | 6 november 2006   | Eckental             | Tapijt        | Philipp Petzschner     | 6-3, 6-0      |         |
| 2.                   | 19 februari 2007  | Besançon             | Hardcourt     | Édouard Roger-Vasselin | 6-4, 3-6, 6-4 |         |
| 3.                   | 12 maart 2007     | Sarajevo             | Hardcourt     | Jan Mertl              | 4-6, 6-4, 7-6 |         |
| 4.                   | 1 oktober 2007    | Bergen               | Hardcourt     | Kristof Vliegen        | 7-5, 6-3      |         |

### Dubbelspel

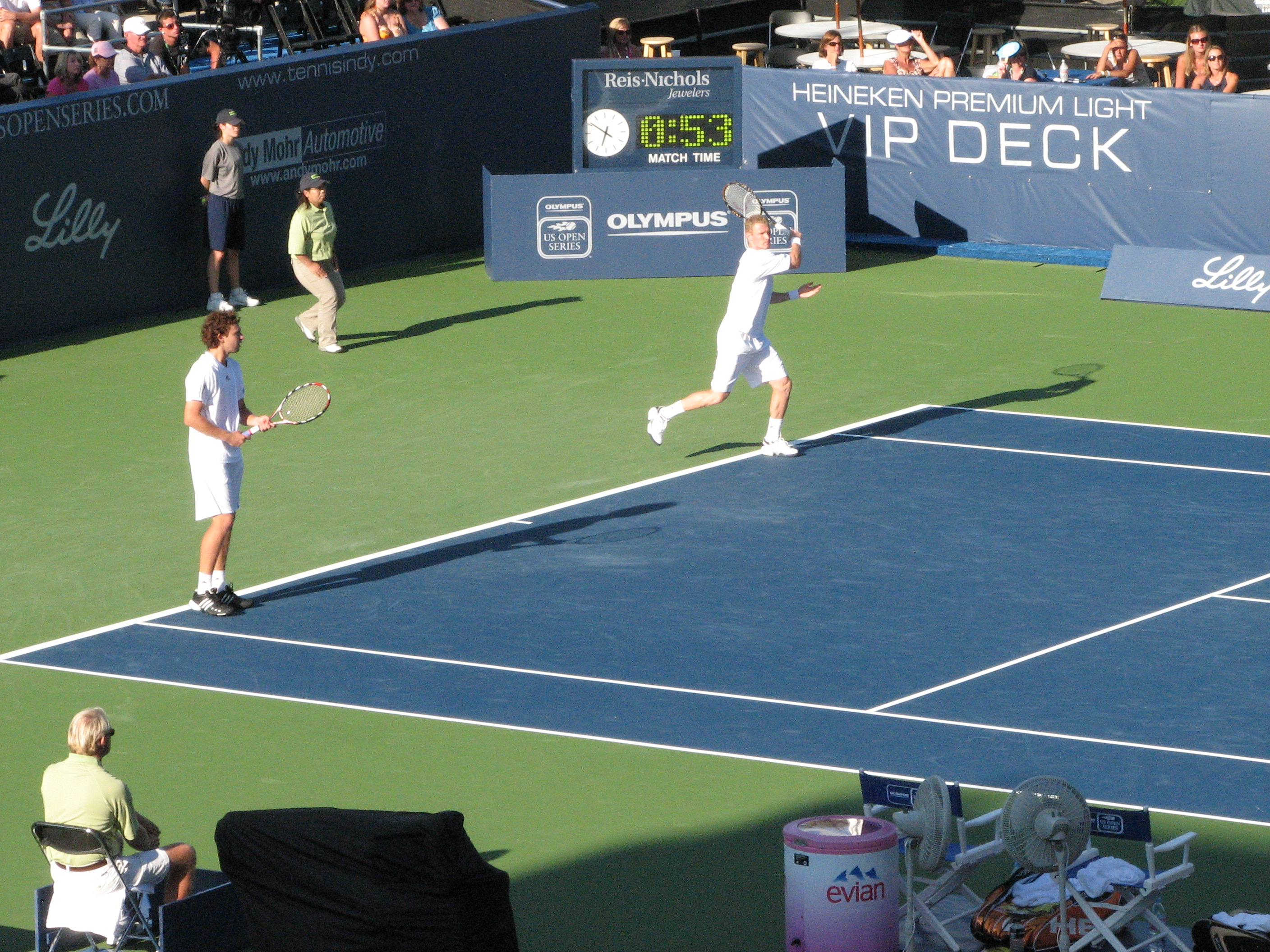
Gulbis en Toersoenov in 2009 in het dubbel op het ATP-toernooi van Indianapolis dat ze dat jaar wonnen.

| Nr.                              | Datum           | Toernooi         | Ondergrond | Partner           | Tegenstanders in finale              | Score          | Details        |
| -------------------------------- | --------------- | ---------------- | ---------- | ----------------- | ------------------------------------ | -------------- | -------------- |
| Gewonnes finales herendubbel     |                 |                  |            |                   |                                      |                |                |
| 1.                               | 14 april 2008   | ATP Houston      | Gravel     | Rainer Schüttler  | Pablo Cuevas Marcel Granollers       | 7-5, 7-6(3)    | Details        |
| 2.                               | 19 juli 2009    | ATP Indianapolis | Gravel     | Dmitri Toersoenov | Ashley Fisher Jordan Kerr            | 6-4, 3-6, 11-9 | Details        |
| Gewonnen challengers herendubbel |                 |                  |            |                   |                                      |                |                |
| 1.                               | 10 juli 2006    | Oberstaufen      | Gravel     | Mischa Zverev     | Teodor-Dacian Craciun Gabriel Moraru | 6-1, 6-1       | 6-1, 6-1       |
| 2.                               | 30 oktober 2006 | Aken             | Tapijt     | Mischa Zverev     | Tomasz Bednarek Irakli Labadze       | 6-7, 6-4, 10-8 | 6-7, 6-4, 10-8 |
| 3.                               | 12 maart 2007   | Sarajevo         | Hardcourt  | Deniss Pavlovs    | Jan Mertl Lukáš Rosol                | 6-4, 6-3       | 6-4, 6-3       |

## Resultaten grote toernooien
| Legenda | Legenda                          |
| ------- | -------------------------------- |
| g.t.    | geen toernooi gehouden           |
| l.c.    | lagere categorie                 |
| –       | niet deelgenomen                 |
| G       | uitgeschakeld in de groepsfase   |
| 1R      | uitgeschakeld in de eerste ronde |
| 2R      | uitgeschakeld in de tweede ronde |
| 3R      | uitgeschakeld in de derde ronde  |
| 4R      | uitgeschakeld in de vierde ronde |
| KF      | uitgeschakeld in de kwartfinale  |
| HF      | uitgeschakeld in de halve finale |
| F       | de finale verloren               |
| W       | het toernooi gewonnen            |
| w-v     | winst/verlies-balans             |

### Enkelspel
| toernooi             | 2007 | 2008 | 2009 | 2010 | 2011 | 2012 | 2013 | 2014 | 2015 | 2016 | 2017 | 2018 | 2019 | 2020 |
| -------------------- | ---- | ---- | ---- | ---- | ---- | ---- | ---- | ---- | ---- | ---- | ---- | ---- | ---- | ---- |
| grandslamtoernooien  |      |      |      |      |      |      |      |      |      |      |      |      |      |      |
| Australian Open      | –    | 1R   | 2R   | 1R   | 1R   | 1R   | –    | 2R   | 1R   | 1R   | –    | –    | 1R   | 3R   |
| Roland Garros        | 2R   | KF   | 2R   | 1R   | 1R   | 1R   | 2R   | HF   | 2R   | 4R   | 1R   | 2R   | 1R   |      |
| Wimbledon            | 1R   | 2R   | 2R   | –    | 1R   | 2R   | 3R   | 2R   | 1R   | 1R   | 3R   | 4R   | 1R   |      |
| US Open              | 4R   | 2R   | 1R   | 1R   | 2R   | 2R   | 1R   | 2R   | 1R   | –    | 2R   | –    | –    |      |
| ATP Masters 1000     |      |      |      |      |      |      |      |      |      |      |      |      |      |      |
| Indian Wells         | –    | 2R   | 2R   | 2R   | 3R   | 1R   | 4R   | KF   | 3R   | 1R   | –    | –    | 1R   |      |
| Miami                | –    | 2R   | 1R   | –    | 2R   | 1R   | –    | 2R   | 1R   | 1R   | –    | –    | 1R   |      |
| Monte Carlo          | –    | –    | 1R   | 2R   | 2R   | 2R   | 2R   | 1R   | 1R   | –    | –    | –    | –    |      |
| Madrid               | l.c. | l.c. | 1R   | KF   | –    | –    | –    | KF   | 1R   | –    | –    | –    | –    |      |
| Rome                 | –    | –    | 2R   | HF   | –    | –    | 3R   | 3R   | 1R   | 2R   | –    | –    | –    |      |
| Montreal/Toronto     | 1R   | 1R   | –    | 2R   | 3R   | –    | KF   | 2R   | KF   | 1R   | –    | –    | –    |      |
| Cincinnati           | –    | KF   | –    | 3R   | 1R   | –    | 1R   | 2R   | –    | –    | –    | –    | –    |      |
| Shanghai             | l.c. | l.c. | 1R   | 1R   | 1R   | –    | –    | 1R   | –    | –    | –    | –    | –    |      |
| Parijs               | –    | –    | –    | 3R   | –    | –    | 1R   | –    | –    | –    | –    | –    | –    |      |
| olympisch            |      |      |      |      |      |      |      |      |      |      |      |      |      |      |
| Olympische Spelen    | g.t. | 1R   | g.t. | g.t. | g.t. | –    | g.t. | g.t. | g.t. | –    | g.t. | g.t. | g.t. |      |
| statistieken         |      |      |      |      |      |      |      |      |      |      |      |      |      |      |
| totaal aantal titels | 0    | 0    | 0    | 1    | 1    | 0    | 2    | 2    | 0    | 0    | 0    | 0    | 0    | 0    |
| eindejaarsranking    | 61   | 53   | 90   | 24   | 61   | 139  | 24   | 13   | 81   | 151  | 199  |      |      |      |

### Dubbelspel
| grandslamtoernooien  |      |      |      |      |      |     |      |      |      |
| Australian Open      | –    | –    | –    | –    | –    | –   | –    | –    | –    |
| Roland Garros        | –    | –    | –    | –    | –    | –   | –    | –    | –    |
| Wimbledon            | 1R   | –    | –    | –    | –    | –   | –    | –    | –    |
| US Open              | –    | –    | –    | –    | –    | –   | –    | –    | –    |
| ATP Masters 1000     |      |      |      |      |      |     |      |      |      |
| Indian Wells         | –    | –    | –    | –    | –    | –   | –    | 2R   | 2R   |
| Miami                | –    | –    | –    | –    | –    | –   | –    | –    | 2R   |
| Monte Carlo          | –    | –    | –    | –    | 2R   | –   | –    | 1R   | –    |
| Madrid               | l.c. | l.c. | –    | –    | –    | –   | –    | –    | –    |
| Rome                 | –    | –    | –    | –    | –    | –   | –    | –    | –    |
| Montreal/Toronto     | –    | –    | –    | –    | –    | –   | –    | 1R   | –    |
| Cincinnati           | –    | –    | –    | –    | –    | –   | –    | –    | –    |
| Shanghai             | l.c. | l.c. | –    | –    | –    | –   | –    | –    | –    |
| Parijs               | –    | –    | –    | –    | –    | –   | 1R   | –    | –    |
| olympisch            |      |      |      |      |      |     |      |      |      |
| Olympische Spelen    | g.t. | –    | g.t. | g.t. | g.t. | –   | g.t. | g.t. | g.t. |
| statistieken         |      |      |      |      |      |     |      |      |      |
| totaal aantal titels | 0    | 1    | 1    | 0    | 0    | 0   | 0    | 0    | 0    |
| eindejaarsranking    | 336  | 306  | 131  | 403  | 538  | 773 | 796  | 575  | 375  |